# Gawłów (Bochnia)
Gawłów (deutsch Gawlow oder Gablau) ist eine Ortschaft mit einem Schulzenamt der Landgemeinde Bochnia im Powiat Bocheński der Woiwodschaft Kleinpolen in Polen.

## Geographie
Der Ort liegt am rechten Ufer des Flusses Raba.
Die Ortsteile sind: Gęsiarnia, Niemiecka Wieś (wortgetreu: Deutsches Dorf), Polska Wieś (wortgetreu: Polnisches Dorf), Zastawie.
Die Nachbarorte sind Baczków im Nordwesten, Majkowice im Norden, Ostrów Schlachecki im Osten, Słomka im Süden.

## Geschichte
Der Ort wurde im Jahre 1365 als „Inter villam Gavlov et Puszczynam siue Niepolomice“ erstmals urkundlich erwähnt. Er wurde im gleichen Jahr von Kasimir dem Großen auf Magdeburger Recht übertragen und durfte einen Wochenmarkt organisieren.
Bei der Ersten Teilung Polens kam Gawłów 1772 zum neuen Königreich Galizien und Lodomerien des habsburgischen Kaiserreichs (ab 1804).
In den Jahren 1784–1790 wurden dort im Zuge Josephinischen Kolonisation 22 deutsche Familien lutherischer und katholischer Konfession angesiedelt. Der Ortsteil der Kolonisten wurde Gawłów Nowy/Neu Gablau genannt. Im Jahre 1806 bauten sie ein Bethaus aus Holz, das heutzutage noch steht. Eine private evangelische Volksschule befand sich in Neu Majkowice. Die Gemeinde gehörte zur Evangelischen Superintendentur A. B. Galizien. Diese Pfarrgemeinde umfasste außer Gawłów Nowy und Neu Majkowice auch alle Protestanten aus der Umgebung von Bochnia: Bogucice, Wójtowstwo/Vogtsdorf und Trinitatis (jetzt innerhalb der Stadt Bochnia), Krzeczów, Książnice und Bratucice. Die Gemeinde zählte im Jahre 1875 766 Seelen (darunter 97 in Gawłów Nowy; 654 Lutheraner, 112 Calvinisten). Die Kolonisten arbeiteten oft im Salzbergwerk Bochnia und bis Ende des 19. Jahrhunderts wurden sie zum größten Teil polonisiert. Im Jahre 1900 hatte das ganze Dorf 592 Einwohner (425 in Gawłów Stary, 167 in Gawłów Nowy), davon 588 polnischsprachig (3 deutschsprachig in Gawłów Stary), 518 römisch-katholisch (397 in Gawłów Stary, 121 in Gawłów Nowy), 23 Juden (12 in Gawłów Nowy, 11 in Gawłów Stary) und 51 anderer Glaube (überwiegend evangelisch; 34 in Gawłów Nowy, 17 in Gawłów Stary).
1918, nach dem Ende des Ersten Weltkriegs und dem Zusammenbruch der k.u.k. Monarchie, kam Gawłów zu Polen. Unterbrochen wurde dies durch die Besetzung Polens durch die Wehrmacht im Zweiten Weltkrieg, währenddessen es zum Distrikt Krakau im Generalgouvernement gehörte. Obwohl die Protestanten fast völlig polonisiert waren, flüchteten sie mehrheitlich nach Westen im Jahr 1945. Das evangelische Bethaus wurde auf römisch-katholisch geändert.
Von 1975 bis 1998 gehörte Gawłów zur Woiwodschaft Tarnów.

## Sehenswürdigkeiten
- ein ehemaliges evangelisches Bethaus, aus Holz 1809 gebaut, jetzt römisch-katholische Kirche;
- ein Soldatenfriedhof vom Ersten Weltkrieg (#316) mit 10 österreichischen und 2 russischen Beerdigten;

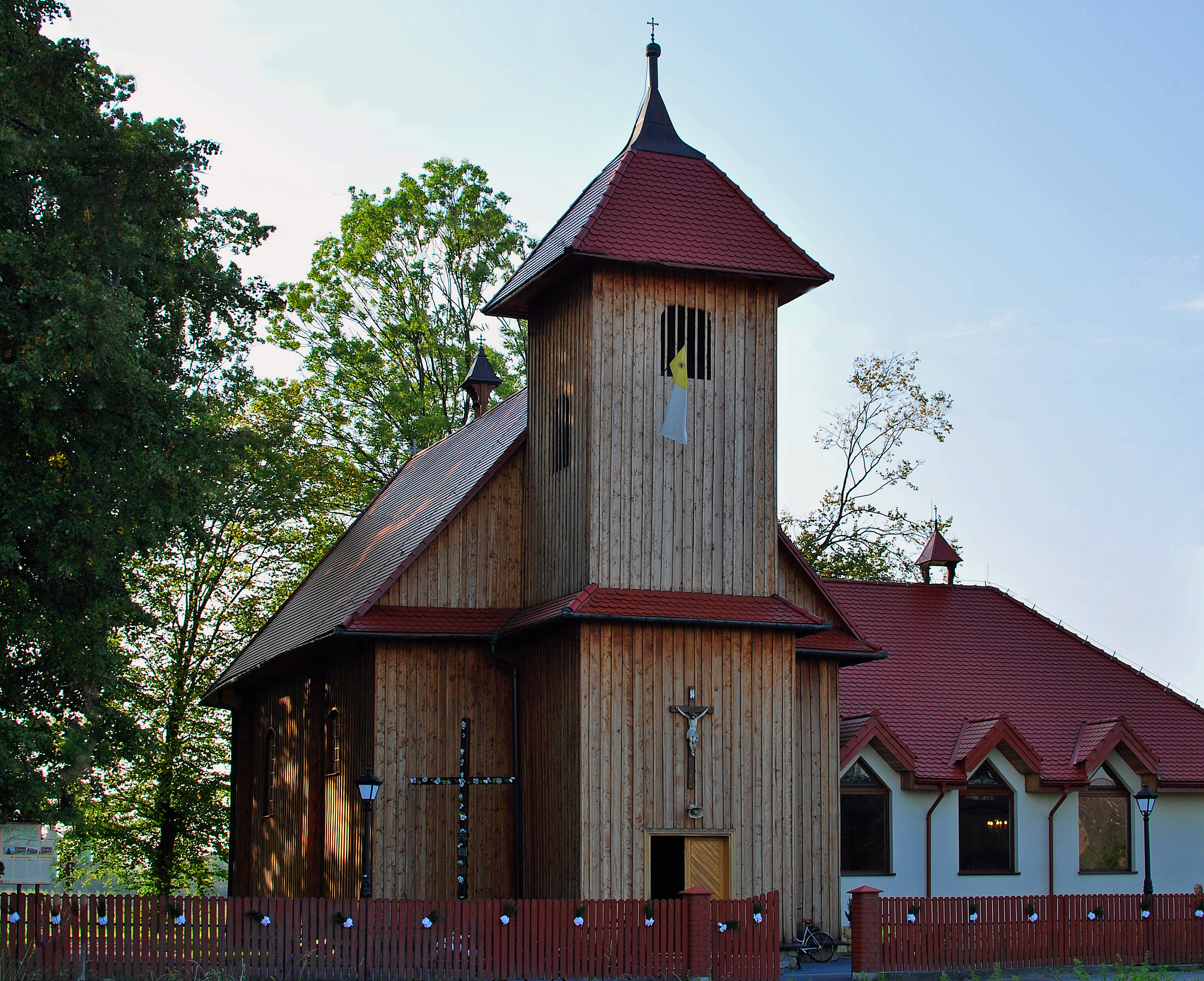
Ehem. evangelisches Bethaus
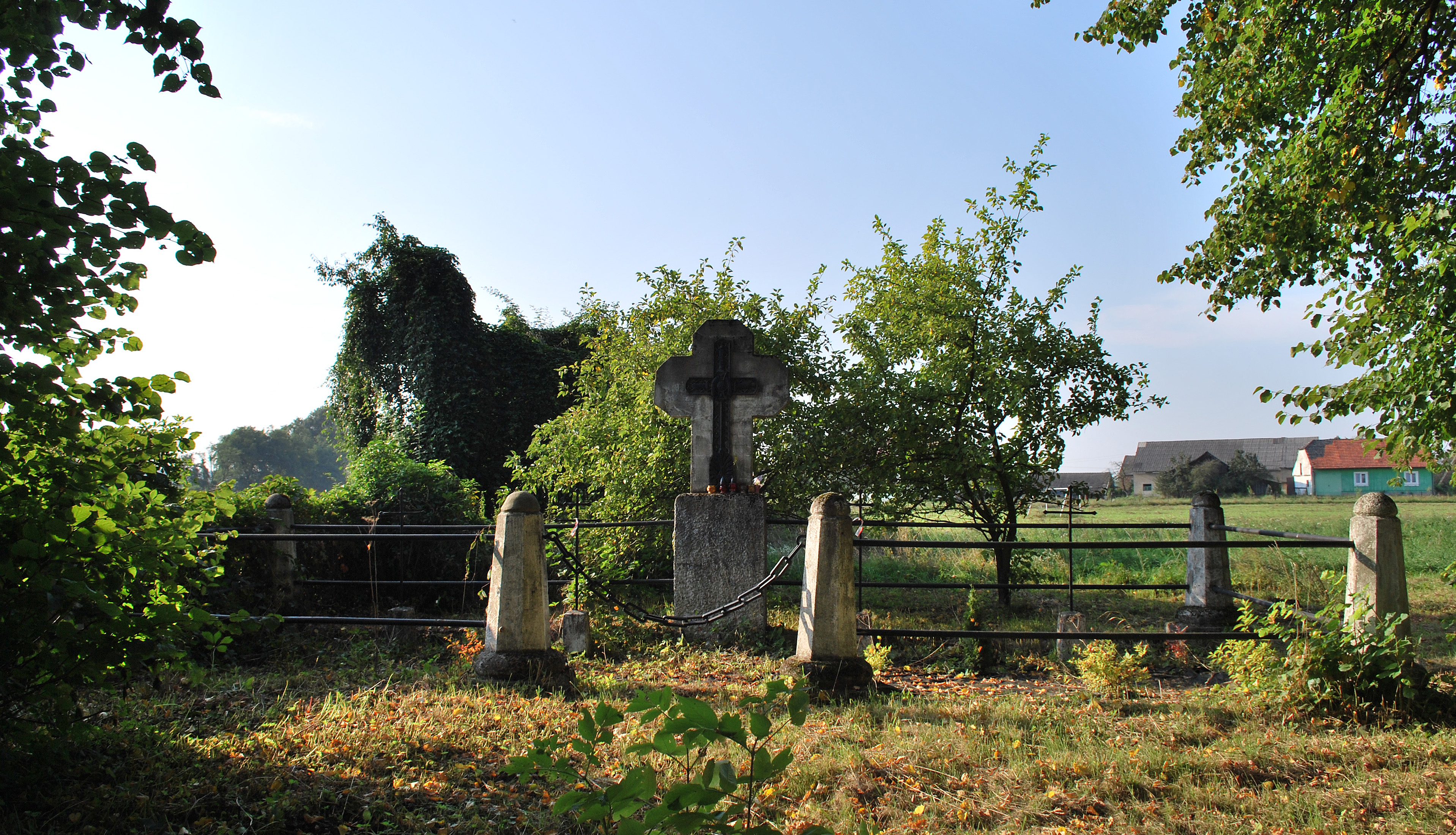
Soldatenfriedhof #316